# Reinhardt-plan

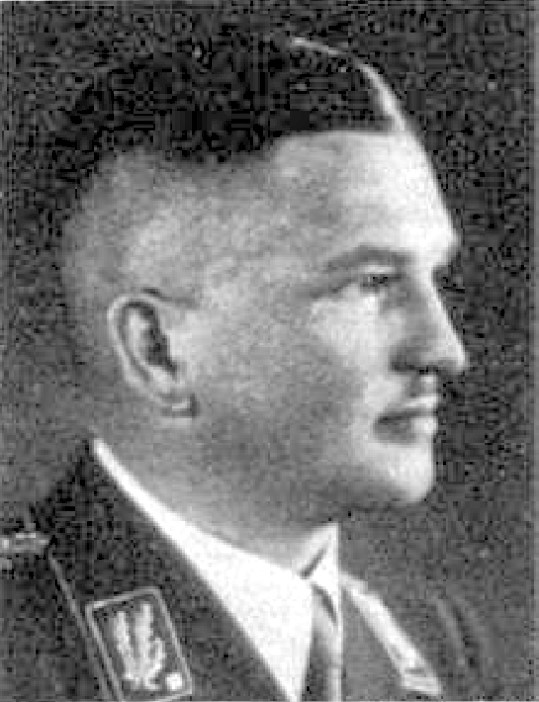
Staatssecretaris en SA-Obergruppenführer Fritz Reinhardt

Het Reinhardt-plan was een Duits plan voor investeringen in publieke werken. Het werd in 1933 in nazi-Duitsland ingevoerd, en was met name bedoeld om het wegennet te verbeteren. Het plan, genoemd naar Fritz Reinhardt, was al opgemaakt tijdens de voorgaande regeringsperiode van Kurt von Schleicher, maar werd door de nazi's ingepalmd en tot eigen idee gebombardeerd.
Werkloze jongeren werden via de Reichsarbeitsdienst (RAD) zes maanden tegen een laag loon tewerkgesteld bij het aanleggen van een systeem van Autobahnen, uitbreiding van het spoorwegnet, en woningbouw. De kosten waren enorm en er vielen ook dodelijke slachtoffers, maar de Hitler-regering liet zich erop voorstaan dat in het Duitsland van de jaren dertig eindelijk iets tegen de hoge werkloosheid werd gedaan. In werkelijkheid leverde het plan  hier slechts een geringe bijdrage aan.
Tijdens de Tweede Wereldoorlog bewezen de aangelegde wegen hun nut voor de logistiek van Duitsland. Het belang voor de troepenverplaatsingen wordt echter vaak overschat. Voor het naar het West- of oostfront overbrengen van troepen waren de veelal noord-zuid lopende Autobahnen uit het Reinhardt-plan niet van groot belang.